# Aspidium laoticum
Aspidium laoticum là một loài thực vật có mạch trong họ Dryopteridaceae. Loài này được (C. Chr. & Tardieu) Ching miêu tả khoa học đầu tiên năm 1941.